# (11853) Runge
(11853) Runge est un astéroïde de la ceinture principale.

## Description
(11853) Runge est un astéroïde de la ceinture principale. Il fut découvert le 7 septembre 1988 à Tautenburg par Freimut Börngen. Il présente une orbite caractérisée par un demi-grand axe de 2,33 UA, une excentricité de 0,08 et une inclinaison de 4,6° par rapport à l'écliptique.

## Compléments